# الیو آگیانو
الیو آگیانو (ایتالیایی: Elio Aggiano؛ زادهٔ ۱۵ مارس ۱۹۷۲) دوچرخه‌سوار اهل ایتالیا است.